# Abu Dhabis Grand Prix 2019
Abu Dhabis Grand Prix 2019, officiellt Formula 1 Etihad Airways Abu Dhabi Grand Prix 2019, var ett Formel 1-lopp som kördes 1 december 2019 på Yas Marina Circuit i Abu Dhabi i Förenade Arabemiraten. Loppet var den tjugoförsta och säsongsavslutande deltävlingen ingående i Formel 1-säsongen 2019 och kördes över 55 varv.

## Resultat
| Pos.                                                           | No. | Förare             | Konstruktör               | Varv | Tid/Bröt    | Grid | Poäng |
| -------------------------------------------------------------- | --- | ------------------ | ------------------------- | ---- | ----------- | ---- | ----- |
| 1                                                              | 44  | Lewis Hamilton     | Mercedes                  | 55   | 1:34:05.715 | 1    | 261   |
| 2                                                              | 33  | Max Verstappen     | Red Bull Racing-Honda     | 55   | +16.772     | 2    | 18    |
| 3                                                              | 16  | Charles Leclerc    | Ferrari                   | 55   | +43.435     | 3    | 15    |
| 4                                                              | 77  | Valtteri Bottas    | Mercedes                  | 55   | +44.379     | 20   | 12    |
| 5                                                              | 5   | Sebastian Vettel   | Ferrari                   | 55   | +1:04.357   | 4    | 10    |
| 6                                                              | 23  | Alexander Albon    | Red Bull Racing-Honda     | 55   | +1:09.205   | 5    | 8     |
| 7                                                              | 11  | Sergio Pérez       | Racing Point-BWT Mercedes | 54   | + 1 varv    | 10   | 6     |
| 8                                                              | 4   | Lando Norris       | McLaren-Renault           | 54   | + 1 varv    | 6    | 4     |
| 9                                                              | 26  | Daniil Kvyat       | Scuderia Toro Rosso-Honda | 54   | + 1 varv    | 13   | 2     |
| 10                                                             | 55  | Carlos Sainz Jr.   | McLaren-Renault           | 54   | + 1 varv    | 8    | 1     |
| 11                                                             | 3   | Daniel Ricciardo   | Renault                   | 54   | + 1 varv    | 7    |       |
| 12                                                             | 27  | Nico Hülkenberg    | Renault                   | 54   | + 1 varv    | 9    |       |
| 13                                                             | 7   | Kimi Räikkönen     | Alfa Romeo-Ferrari        | 54   | + 1 varv    | 17   |       |
| 14                                                             | 20  | Kevin Magnussen    | Haas-Ferrari              | 54   | + 1 varv    | 14   |       |
| 15                                                             | 8   | Romain Grosjean    | Haas-Ferrari              | 54   | + 1 varv    | 15   |       |
| 16                                                             | 99  | Antonio Giovinazzi | Alfa Romeo-Ferrari        | 54   | + 1 varv    | 16   |       |
| 17                                                             | 63  | George Russell     | Williams-Mercedes         | 54   | + 1 varv    | 18   |       |
| 18                                                             | 10  | Pierre Gasly       | Scuderia Toro Rosso-Honda | 53   | + 2 varv    | 11   |       |
| 19                                                             | 88  | Robert Kubica      | Williams-Mercedes         | 53   | + 2 varv    | 19   |       |
| Ret                                                            | 18  | Lance Stroll       | Racing Point-BWT Mercedes | 45   | Bromsar     | 12   |       |
| Snabbaste varv: Lewis Hamilton (Mercedes) – 1:39.283 (varv 53) |     |                    |                           |      |             |      |       |
| Källor:                                                        |     |                    |                           |      |             |      |       |

Noter
- ^1  – Inkluderar en poäng för snabbaste varv.